# Georg Cantor
Georg Cantor (Petrograd, 3. ožujka 1845. — Halle, 6. siječnja 1918.) njemački matematičar, utemeljitelj teorije skupova.
Prvi je sustavno istraživao numeričke sustave, poput racionalnih i stvarnih brojeva kao zaokružene entitete ili skupove. Taj pristup doveo ga je do iznenađujućeg otkrića, da nisu svi beskrajni skupovi iste veličine. Dokaz za ovo je Cantorov dijagonalni postupak.
Pokazao je da racionalnih brojeva ima isto koliko i prirodnih brojeva, to jest da ova dva skupa ( i ) imaju istu kardinalnost (dokaz da racionalnih brojeva ima prebrojivo mnogo jest Cantorovo prebrojavanje skupa Q). Dokazao je također, da takve podudarnosti nema kod znatno većeg skupa iracionalnih brojeva, te su otuda oni poznati kao skup koji se ne može prebrojati. Također, dokazao je da je kardinalnost bilo kojeg skupa uvijek strogo manja od kardinalnosti njegova partitivnog skupa, rezultat koji je danas poznat pod nazivom Cantorov teorem.
Istraživanja je okrunio klasifikacijom transfinitnih brojeva koji, laički govoreći, predstavljaju stupnjeve beskonačnosti.
Cantorov skup je skup odvojenih točaka dužine koji se dobije konstantnim izbacivanjem srednje trećine svih preostalih segmenata. To je fraktal topološke dimenzije 0 (nula). Predstavio ga je Georg Cantor 1883. godine.